# Гессе, Герман
Ге́рман Карл Ге́ссе  (нем. Hermann Karl Hesse; 2 июля 1877, Кальв, Германская империя — 9 августа 1962, Монтаньола, Швейцария) — немецкий писатель и художник, лауреат Нобелевской премии (1946).

## Биография

### Детство и юность (1877—1895)
Герман Гессе родился в семье немецких миссионеров. Его мать Мария Гундерт (1842—1902) была дочерью теолога Германа Гундерта. Отец, Иоганнес Гессе (1847—1916), был балтийским немцем из эстляндского города Пайде, служил некоторое время миссионером в Индии, затем работал в издательстве Гундерта в Кальве, где и познакомился с Марией. Помимо Германа в семье было ещё три ребёнка: Адель (1875—1949), Марулла (1880—1953) и Ганс (1882—1935).
С ранних лет детей воспитывали в духе пиетизма, царившего в доме Гессе. Неудивительно, что родители хотели вырастить достойного наследника семейных традиций, и уже после переезда в Базель в 1881 году мальчик становится учеником местной миссионерской школы, а чуть позже христианского пансионата.
В эти годы Гессе начинает проявлять свои интересы и таланты. Он неплохо рисует, учится играть на музыкальных инструментах и пытается проявить себя как писатель. Пожалуй, самым ранним его литературным опытом можно назвать сказку «Два брата», написанную в 1887 году в возрасте десяти лет для его сестры Маруллы.
В 1886 году семья возвращается обратно в Кальв. В 1890 году Герман отправляется на учёбу в гёппингенскую латинскую школу и через год поступает в семинарию в монастыре Маульбронн. Здесь он занимается изучением древних языков, штудирует Евангелие, увлекается древнегреческой поэзией и классической немецкой литературой, пишет стихи. Так некоторые события из жизни в этот период Гессе воплотил в автобиографической повести «Под колесом» (1906). Сам Маульбронн стал прототипом монастыря Мариябронн из романа «Нарцисс и Златоуст» (1930). 7 марта 1892 года Гессе внезапно исчезает. На следующий день его находят в поле спящим в стогу. Профессора недовольны поведением Германа, товарищи сторонятся его. В мае, спустя полгода после поступления, Гессе покидает Маульбронн и направляется в Бад-Болль, но душевное состояние юноши ухудшается, он совершает попытку самоубийства. Родители решают отправить Германа в психиатрическую клинику в Штеттене. В конце 1892 Гессе приступает к учёбе в гимназии Каннштадта, но и здесь он не может учиться и через год по совету родителей устраивается учеником в типографию Эсслингена. Это начинание тоже не закончилось успехом, Герман возвращается в Кальв, где некоторое время помогает отцу в миссионерском издательстве. В 1894—1895 Гессе работает механиком на кальвской часовой фабрике Генриха Перро. Впоследствии Гессе упоминает его фамилию в романе «Игра в бисер» как одного из изобретателей первой формы игры — проволоки, изображающей нотный стан, и бисерины разной формы на них, образующие музыкальную тему.

### Тюбинген — Базель (1895—1904)
С октября 1895 года Гессе работает стажёром в книжной лавке Хекенхауера в Тюбингене. Здесь Герман выполняет обязанности помощника продавца, выписывает счета, сортирует книги и принимает заказы. Вечера и выходные дни Гессе посвящает самообразованию, много читает, пишет стихи, некоторые из них появляются в одной из венских литературных газет.
В 1899 году на сэкономленные деньги Герман публикует небольшую книжку под названием «Романтические песни», включающую в себя стихи написанные до 1898 года. В этот же год издаётся и первый сборник рассказов «Час после полуночи». Но обе книги выходят небольшим тиражом и плохо продаются.
С осени 1899 года Гессе работает в книжном магазине Райха в Базеле. В 1901 году выходят «Сочинения и стихотворения Германа Лаушера, опубликованные посмертно Германом Гессе» — сборник автобиографических рассказов. Весной 1901 года Гессе наконец удаётся воплотить свою давнюю мечту о путешествии по Италии. С марта по май он побывает в Генуе, Флоренции, Равенне и Венеции. Вернувшись в Базель, Герман устраивается продавцом в книжный магазин Ваттенвиля. Из-за низкой зарплаты он вынужден подрабатывать в газетах, редактируя статьи.
Постепенно первые произведения Гессе становятся известными в высших литературных кругах Германии, он ведёт переписку с Райнером Мария Рильке, Томасом Манном и Стефаном Цвейгом. В январе 1903 года Герману приходит письмо из берлинского издательского дома Самюэля Фишера, который предлагает молодому писателю сотрудничать. Через несколько месяцев Гессе отправляет в Берлин рукопись своего первого романа «Петер Каменцинд». Эта книга стала очень популярна среди немецкой молодёжи и принесла Герману известность и финансовую независимость, позволившую ему теперь сконцентрироваться на писательской деятельности. В 1905 роман был отмечен австрийской литературной премией Бауэрнфельда.
В Базеле Гессе знакомится со своей будущей женой Марией Бернулли. Мария происходила из знаменитой семьи математиков и вместе со своей сестрой держала в городе фотомастерскую. После совместного путешествия по Италии в 1904 году Герман и Мария женятся.

### Гайенхофен — Индия — Берн (1904—1914)
Осенью 1904 года Гессе вместе с женой переезжает в Гайенхофен, тогда ещё небольшую деревню на берегу Боденского озера. Семья селится в обычном крестьянском доме вдали от благ цивилизации. Через три года писатель покупает здесь участок земли, строит новый дом и обустраивает сад. В 1905 году рождается сын Бруно (1905—1999), через несколько лет появятся ещё двое: Хайнер (1909—2003) и Мартин (1911—1968).
В 1906 году выходит второй роман Гессе «Под колесом». В 1907 году Герман совместно со своим другом писателем Людвигом Тома и издателем Альбертом Лангеном основывают журнал März, посвящённый проблемам культуры. Также Гессе активно публикуется в популярных литературных журналах «Симплициссимус» и «Neue Rundschau». В 1909 году выходит роман «Гертруда». В этот же год писатель заключает контракт с Самюэлем Фишером на издание последующих шести произведений.
Осенью 1911 года Гессе отправляется в большое путешествие. Он хочет, наконец, увидеть Индию, страну, где долгое время жили его дед Герман Гундерт и бабка Юлия Дюбуа, где работал отец и где родилась мать. Во время плавания писатель побывает на Шри-Ланке, в Индонезии и Сингапуре. Оказаться в глубине Индии Гессе помешали проблемы со здоровьем. По возвращении он публикует «Записки об индийском путешествии».
В 1912 году Герман и Мария с детьми переезжают в Берн. Здесь Гессе завершает «Росхальде». Этот роман во многом автобиографичен, в нём отражен нарастающий семейный кризис.

### В годы войны (1914—1918)
Начавшаяся летом 1914 года Первая мировая война разделила Швейцарию на два лагеря, одни поддерживали Германию, другие были на стороне Франции. Герман хочет записаться добровольцем, но в консульстве его признают негодным к службе по состоянию здоровья.
Своё отношение к войне Гессе выразит в статье «Друзья, довольно этих звуков!», опубликованной 3 ноября 1914 года в «Neue Zürcher Zeitung». Общие идеи и взгляды сближают его в это время с французским писателем, активным сторонником пацифизма Роменом Ролланом, который посетит дом Гессе в конце лета 1915 года. Весной 1915 года в письме своему другу Альфреду Шлейхеру Герман пишет:

Национализм не может быть идеалом — это особенно ясно теперь, когда нравственные устои, внутренняя дисциплина и разум духовных вождей с той и другой стороны проявили полнейшую несостоятельность. Я считаю себя патриотом, но прежде всего я человек, и, когда одно не совпадает с другим, я всегда встаю на сторону человека.

Во время войны Гессе сотрудничает как с немецким, так и с французским посольствами, собирает деньги на создание библиотек для военнопленных. В Германии писателя многие недолюбливают, а некоторые и вовсе в открытую осуждают, называя предателем и трусом. В ответ Гессе осуждает промилитаристскую пропаганду и пустые речи либералов, призывая помочь нуждающимся не словом, а делом.
Война, смерть отца, болезнь жены — все это способствует ухудшению психического состояния Германа. В надежде справиться с душевным кризисом, писатель отправляется в Люцерн, где знакомится с доктором Йозефом Лангом, ставшим впоследствии близким другом Гессе. С июня 1916 по ноябрь 1917 года Ланг проводит с ним 60 сеансов психоанализа.
С июля 1917 года Гессе прикомандирован к посольству Германии в Берне в качестве чиновника Военного министерства, где исполняет свою гуманитарную миссию уже в звании офицера. Писатель продолжает публиковать статьи и заметки в газетах, но уже под псевдонимом Эмиль Синклер (Emil Sinclair). Этим же именем подписан и вышедший в 1919 году роман «Демиан, или История юности». Своё авторство Гессе скрыл ото всех, даже от друзей, а издателю Фишеру объяснил, что произведение написано молодым автором, который смертельно болен и попросил своего друга опубликовать книгу. Только с 1920 года «Демиан» получает подзаголовок «История юности Эмиля Синклера, написанная Германом Гессе».
В феврале 1919 года Герман и Мария решают разойтись, и писатель покидает Берн.

### Casa Camuzzi (1919—1931)
Новым домом Гессе стал поселок Монтаньолла в пригороде Лугано. Здесь писатель снимает четыре комнаты в здании Casa Camuzzi, дворце, построенном архитектором Агостино Камуцци. Чудесные пейзажи и замечательная атмосфера здешних мест вдохновляет Германа на создание новых произведений, он много рисует и пишет. В 1920 году выставляет свои акварели в Базеле, в этом же году в Берлине выходит сборник из трёх рассказов: «Душа ребенка», «Клейн и Вагнер» и «Последнее лето Клингзора».
В Монтаньолле Гессе знакомится с Рут Венгер, дочерью швейцарской писательницы Лизы Венгер. В 1924 Рут и Герман поженятся, но брак продлится всего три года.
Весной 1921 года в поисках собственного «Я» писатель отправляется в Цюрих на сеансы психоанализа, которые проводит доктор Юнг. В июле в журнале Neue Rundschau публикуется первая часть романа Сиддхартха. Вторая часть будет закончена весной 1922 года. Следующими крупными работами стали «Курортник» (1925) и «Путешествие в Нюрнберг» (1927). Первая книга была написана после посещения курорта Баден, а вторая после поездки по Германии.
С первых дней 1926 года Гессе начинает работать над написанием «Степного волка», одного из важнейших произведений в своем творчестве. В следующем году к пятидесятилетнему юбилею выходит первая биография Гессе, написанная Хуго Баллем. В 1930 году публикуется роман «Нарцисс и Златоуст».

### Магистр Игры (1931—1962)
14 ноября 1931 года Гессе женится в третий раз. Вместе со своей супругой Нинон Дольбин он переезжает в новый дом Casa Rossa, построенный Гансом Бодмером. В этот же год писатель начинает работать над «Игрой в бисер». Своеобразным предзнаменованием этого крупного произведения стало «Паломничество в Страну Востока», повесть, в которой переплетены реально существовавшие художники, композиторы и поэты с вымышленными героями произведений как Гессе, так и других авторов.
С приходом к власти в Германии национал-социалистов в Швейцарию устремляется поток беженцев с севера. В Сasa Rossa на пути в эмиграцию побывают Томас Манн и Бертольт Брехт. Сам Гессе решительно осуждает политику новых властей, которые в 1935 году присылают писателю письмо с требованием о подтверждении арийского происхождения, но он гражданин Швейцарии и не обязан ничего доказывать. С 1942 года часть произведений Гессе запрещают на территории рейха, писатель больше не может публиковать свои статьи в немецких газетах.
Весной 1942 года, наконец, дописаны последние строки романа «Игра в бисер», над которым писатель работал одиннадцать лет. Первая часть «Введение» появилась ещё в 1934 году в «Neue Rundschau». В 1943 году роман публикуют в Цюрихе.
В 1946 году Гессе присуждают Нобелевскую премию по литературе с формулировкой «За вдохновенное творчество, в котором проявляются классические идеалы гуманизма, а также за блестящий стиль».
В 1950 году Гессе прерывает почти пятидесятилетнее сотрудничество с издательством «S. Fischer Verlag» и начинает печататься в новом издательстве «Suhrkamp Verlag». Именно здесь в 1951 году выходит первое в Германии издание «Игры в бисер». На сегодняшний день «Suhrkamp Verlag» принадлежат права на издание произведений Германа Гессе.
После «Игры в бисер» Гессе больше не создал каких-либо крупных произведений. В последние годы жизни он вёл активную переписку, писал рассказы и стихи. Здоровье писателя ухудшалось, к лету 1962 года развивается лейкемия. 9 августа Гессе умер во сне от кровоизлияния в мозг. 11 августа Гессе был похоронен на кладбище при церкви Св. Аббондия в Монтаньоле.

## Творчество
Для творчества Гессе, особенно раннего, характерны черты романтизма. В его первых произведениях очень сильно влияние таких немецких классиков, как Гёте, Шиллер, Новалис и др. Современники называли Петера Каменцинда новым Вертером, а друг и биограф писателя Хуго Балль писал в 1927 году: «Герман Гессе — последний рыцарь блестящей когорты романтизма». Темы и образы, свойственные этому направлению литературы, прослеживаются на протяжении всего его творчества — герой, противопоставленный окружающей среде; тема путешествия, побега от общества и поисков себя.
Другой ярко выраженной особенностью произведений Гессе является крайняя автобиографичность. Многие герои имели реальные прототипы в жизни, как, например, магистр Томас — Томас Манн, отец Иаков — Якоб Буркхардт. Главных героев писатель часто наделял собственными чертами, а порой и именем, так Гарри Галлер получил инициалы автора, а Гермина — вовсе женский вариант имени Герман. Практически все сколь-нибудь важные события своей жизни Гессе отражал на страницах собственных книг. Период обучения писателя в Маульбронне лег в основу романа «Под колесом», отношения с женой Марией воплотились в «Росхальде», многие эпизоды жизни Гессе описаны в «Германе Лаушере».
Большое влияние на писателя оказало увлечение психоанализом. Возможно, наиболее ярко это отражено в «Демиане», где главный герой Синклер стоит на пути поиска Самости, а друг Гессе психоаналитик Йозеф Ланг предстает в образе Писториуса. Начиная с этого романа, данная психологическая теория раскрывается в последующих работах писателя. Так, в поисках внутренней сущности, Сиддхартха приходит к реке, а Гарри Галлер в «Магический театр».
Близка психоанализу и концепция единства противоположностей, которая проявляется в образе Галлера и в идее Абраксаса, божества, сочетающего в себе добро и зло. Для творчества Гессе особенно характерен приём противопоставления человек-общество, главные герои вступают в конфликт с окружающей средой, как, например, Галлер — бюргерство или Златоуст — монастырь.
В творчестве Гессе находят единство и такие понятия, как Запад и Восток. Истоки этого кроются в биографии самого писателя, выросшего в семье с глубокими христианскими традициями, вобравшей в себя часть культуры Индии. На книжной полке Гессе всегда соседствовали книги Ницше и Лао-цзы. Так это единство воплотилось в Йозефе Кнехте, философе, в определённой степени постигшем европейскую и восточную мудрость.
Особо важное место в произведениях писателя занимает тема искусства. В «Степном волке» Гессе говорит об упадке музыки, ставшей жертвой человеческого бескультурья: на смену Моцарту пришёл саксофонист Пабло, развлекающий публику, неспособную понять и оценить высшее искусство. В «Игре в бисер» музыка предстает уже как некое таинство, особая дисциплина, составная часть Игры, законсервированная в рамках Касталии. Об искусстве как о призвании говорится и в романе «Нарцисс и Златоуст», где главный герой пытается постичь таинство воплощения образа в предмете.
При жизни писателя обвиняли в безразличии к политике и войнам, сосредоточенности на внутренних поисках, в то время как снаружи мир менялся и развивался. На рубеже 60-70 годов Гессе становится кумиром так называемой «бунтующей молодежи» и самым читаемым европейским писателем в США и Японии.

## Семья
Писатель был трижды женат.
Первая жена (c 1904 по 1923 годы) — Мария (Миа) Бернулли (1869—1963), дочь известного швейцарского математика, страдала от психического расстройства (в 1916 году диагностированного как шизофрения). Гессе в период её болезни находился в депрессивном состоянии и проходил лечение у психоаналитика. Когда в 1918 году Миа была помещена в приют для душевнобольных, он оставил семью и переехал в Монтаньолу (развод был оформлен в 1923 году).
Вторая жена (с 1924 по 1927 годы) — певица Рут Венгер (1897—1994).
Третья жена (с 1931 по 1962 годы) — Нина Ауслендер, по первому браку Долбин (18 сентября 1895 — 22 сентября 1966), уроженка г.Черновцы. Дочь Иакова Ауслендера, юриста, еврея из Черновцов. Изучала медицину, археологию, историю искусств в Вене. В 1918 году она вышла замуж за венского художника Бенедикта Фреда Долбина, с которым рассталась в 1920 году. Развод произошел позже, незадолго до её брака с Германом Гессе, заключённого 14 ноября 1931 года. С 1931 года жила вместе с мужем в «Casa Hesse». Похоронена рядом с могилой Германа Гессе на кладбище в Коллина д'Оро.
Дети от первого брака:
- сын Бруно Гессе (1905—1999), художник.
- сын Хайнер (Ганс Генрих) Гессе (1909—2003), книжный график. В 1941 году женился на швейцарской художнице, фотографе и кинематографистке Изе (Изабелле) Рабинович[нем.] (1917—2003), дочери русско-швейцарского художника и карикатуриста еврейского происхождения Григория Иделевича Рабиновича[нем.] (1884—1958). Сохранилась и была опубликована переписка Германа Гессе с невесткой[11].
- сын Мартин Гессе (1911—1968), фотограф.

## Память

### Награды
- «Кальвская премия Германа Гессе»[12] — вручается каждые два года поочередно либо немецкому литературному изданию, либо переводчику произведений Гессе. Одним из первых её лауреатов стал российский переводчик Соломон Апт[13]. Организаторами данной премии три раза в год присуждается «Кальвская стипендия Германа Гессе», её получают немецкоязычный писатель или переводчик, который имеет право провести три месяца в Кальве для завершения уже начатой работы.
- «Литературная премия Германа Гессе»[14] — вручается каждые два года в Карлсруэ. Среди её обладателей Мартин Вальзер и Рафик Шами.
- «Медаль Германа Гессе города Кальв»[15] — медаль, вручаемая за заслуги перед городом. Среди её обладателей жена Гессе Нинон и Курт Георг Кизингер

### Музеи
- Музей Германа Гессе в Кальве[16] — открылся в 1990 году на Марктплатц, 30. Здесь представлена самая крупная экспозиция, посвященная писателю. В музее выставлены рукописи, фотографии, письма и личные вещи Гессе.
- Дом Гессе в Гайенхофене[17] — здесь проводятся экскурсии по отреставрированному в 2004 году дому, где Гессе жил в 1907—1912 годах, а также по заново воссозданному саду.
- Музей Германа Гессе на полуострове Хёри[18] — расположен в Гайенхофене, неподалёку от первого дома писателя, где он поселился в 1904 году. Музей находится в бывшем здании школы, построенном в XVII веке, и, по сути, является краеведческим. Помимо экспозиции, посвященной Гессе, включает в себя также художественную галерею и зал неолита.
- Музей Германа Гессе в Монтаньолле[19] — основан в 1997 году в здании Torre Camuzzi, неподалёку от Casa Camuzzi. Среди экспонатов представлены личные вещи писателя, его картины, фотографии и рукописи. Помимо всего, здесь проводятся разнообразные тематические лекции, посвященные творчеству Гессе.

### Памятники
В июне 2002 года на мосту святого Николая в Кальве была открыта бронзовая скульптура Германа Гессе, созданная Куртом Тассотти. В Гайенхофене находится скульптура Гессе, созданная Фридхельмом Цилли. На площади Германа Гессе в Кальве располагается фонтан в честь писателя с памятным барельефом.
Также в честь Германа Гессе названы площади в Кальве и Бад-Шёнборне, улицы в Берлине, Ганновере, Мангейме и многих других городах.

### Посвящения
В 2008 году в издательстве «Suhrkamp» вышла книга «Мой Герман Гессе» (нем. Mein Hermann Hesse — Ein Lesebuch), написанная немецким рок-певцом Удо Линденбергом, относящим себя к преданным поклонникам писателя.
В 2012 году в издательстве «Suhrkamp» вышла необычная книга «Hermann Hesse antwortet … auf Facebook» (букв. с нем. — «Герман Гессе отвечает… на Фейсбуке»). Изначально была создана страничка www.facebook.com/hesse.antwortet (Архивная копия от 26 марта 2022 на Wayback Machine) в Facebook, на которой пользователи в течение двух месяцев могли задать вопросы писателю. Позже была выпущена книга, в которой на эти вопросы был дан ответ словами Гессе.

## Произведения

### Романы
- 1904 — «Петер Каменцинд» / нем. Peter Camenzind
- 1906 — «Под колесом» / нем. Unterm Rad
- 1910 — «Гертруда» / нем. Gertrud
- 1912—1913 — «Росхальде» / нем. Roßhalde
- 1915 — «Кнульп» / нем. Knulp
- 1919 — «Демиан» / нем. Demian
- 1922 — «Сиддхартха» / нем. Siddhartha
- 1927 — «Степной волк» / нем. Der Steppenwolf
- 1930 — «Нарцисс и Златоуст» / нем. Narziss und Goldmund
- 1932 — «Паломничество в Страну Востока» / нем. Die Morgenlandfahrt
- 1943 — «Игра в бисер» / нем. Das Glasperlenspiel

### Рассказы и новеллы
- 1905 — «Июль» / нем. Heumond
- 1906 — «Казанова исправляется» / нем. Casanovas Bekehrung
- 1908 — «Обручение» / нем. Die Verlobung
- 1913 — «Циклон» / нем. Der Zyklon
- 1916 — «Юность прекрасна» / нем. Schön ist die Jugend
- 1918 — «Душа ребенка» / нем. Kinderseele
- 1919 — «Последнее лето Клингзора» / нем. Klingsors letzter Sommer
- 1919 — «Клейн и Вагнер» / нем. Klein und Wagner
- 1923 — «Превращения Пиктора» / нем. Piktors Verwandlungen

### Биографии и автобиографии
- 1904 — «Боккаччо» / нем. Boccaccio
- 1904 — «Франциск Ассизский» / нем. Franz von Assisi
- 1925 — «Курортник» / нем. Kurgast
- 1927 — «Путешествие в Нюрнберг» / нем. Die Nürnberger Reise
- 1937 — «Листки памяти» / нем. Gedenkblätter

### Сборники стихотворений
- 1899 — «Романтические песни» / нем. Romantische Lieder
- 1902 — «Стихотворения» / нем. Gedichte
- 1911 — «В дороге» / нем. Unterwegs
- 1920 — «Стихотворения художника» / нем. Gedichte des Malers
- 1921 — «Избранные стихотворения» / нем. Ausgewählte Gedichte
- 1928 — «Кризис: отрывок из дневника» / нем. Krisis : Ein Stück Tagebuch
- 1929 — «Утешение ночи» / нем. Trost der Nacht
- 1937 — «Новые стихотворения» / нем. Neue Gedichte
- 1942 — «Стихотворения» / нем. Gedichte

## Награды
- Премия Бауэрнфельда (1905)
- Премия Готфрида Келлера (1936)
- Премия Гёте (1946)
- Нобелевская премия по литературе (1946)
- Почётный доктор Бернского университета (1947)
- Звание Почетный гражданин города Кальв (1947)
- Премия Вильгельма Раабе (1950)
- Pour le Mérite (1954)
- Премия мира немецких книготорговцев (1955)
- Звание Почетный гражданин коммуны Коллина-Д’Оро (1962)